# Почётный знак Российской Федерации «За успехи в труде»
Почётный знак Российской Федерации «За успехи в труде» — государственная награда Российской Федерации, учреждённая указом Президента Российской Федерации от 24 августа 2021 года № 490 «Об учреждении почетного знака Российской Федерации „За успехи в труде“».

## История
В СССР существовал почетный знак Центрального комитета ВЛКСМ (комсомола) с таким же названием. Им награждались учащиеся (преимущественно старших классов) общеобразовательных школ, а также учащиеся I, II, III курсов средних профессионально-технических училищ за достижение высоких результатов в общественно-полезном производительном труде и активное участие в жизни ученических коллективов. Награда была учреждена в 1986 году и вручалась до 1991 года.

## Порядок присвоения награды
Представления о награждении почётным знаком Российской Федерации «За успехи в труде» вносятся Президенту Российской Федерации руководителями федеральных государственных органов или высшими должностными лицами (руководителями высших исполнительных органов государственной власти) субъектов Российской Федерации. В представлениях о награждении почётным знаком должны указываться сведения о производственных, научных или иных достижениях коллективов.
О награждении почётным знаком издаётся указ Президента Российской Федерации, как правило, один раз в год, в канун Праздника Весны и Труда. При этом названным почётным знаком ежегодно награждаются не более пяти коллективов. В исключительных случаях по решению Президента Российской Федерации допускается награждение почётным знаком без соблюдения этих требований. Повторное награждение почётным знаком не производится. Вместе с почётным знаком коллективу вручается грамота установленного образца.

## Кто награждается
Награждение почётным знаком Российской Федерации «За успехи в труде» является формой поощрения коллективов предприятий, организаций и учреждений независимо от формы собственности за высокие достижения в области промышленного и сельскохозяйственного производства, экономики, науки, культуры, искусства, просвещения, здравоохранения, образования, физической культуры и спорта и за иные заслуги перед государством за последние пять лет, предшествующие дате внесения представления о награждении.

## Описание знака
Почётный знак имеет форму венка из лавровой и дубовой ветвей серебристого цвета. Перекрещивающиеся внизу концы ветвей по центру перевязаны лентой серебристого цвета. По центру венка на фоне цветов Государственного флага Российской Федерации, выполненных горячей эмалью, наложено изображение Государственного герба Российской Федерации. Над Государственным гербом Российской Федерации — лента золотистого цвета с надписью: «ЗА УСПЕХИ В ТРУДЕ». В нижней части венка, под Государственным гербом Российской Федерации, — лента золотистого цвета с надписью: «ОТ ПРЕЗИДЕНТА РОССИЙСКОЙ ФЕДЕРАЦИИ». Все надписи на лентах рельефные.

## Параметры знака
- Высота — 275 мм
- Ширина — 250 мм
- Материал — ювелирная латунь с серебрением, золочением и покрытием горячей эмалью.
- На оборотной стороне почётного знака указывается его порядковый номер[3].
- Знак размещался в футляре красного цвета из ценных пород дерева с прозрачной верхней крышкой.

## Награждённые коллективы
1. Акционерное общество «Научно-производственная корпорация „Уралвагонзавод“ имени Ф. Э. Дзержинского», Свердловская область (13 сентября 2021 года, № 528)[5].
2. Общероссийская общественная организация «Российский союз промышленников и предпринимателей», город Москва (3 декабря 2021 года, № 684)[6].
3. Акционерное общество «Научно-производственное предприятие «Радар ммс» (2022 год)[7]
4. Акционерное общество «Корпорация „Тактическое ракетное вооружение“», Московская область (20 января 2022 года, № 16)[8].
5. Публичное акционерное общество «Магнитогорский металлургический комбинат», Челябинская область (20 января 2022 года, № 16)[8].
6. Акционерное общество «Апатит», Вологодская область (29 апреля 2022 года, № 245)[9].
7. Акционерное общество «Калининградский янтарный комбинат» (29 апреля 2022 года, № 245)[9].
8. Акционерное общество «Пензенское производственное объединение „Электроприбор“» (29 апреля 2022 года, № 245)[9].
9. Акционерное общество «Чепецкий механический завод», Удмуртская Республика (29 апреля 2022 года, № 245)[9].
10. Акционерное общество «Тверской вагоностроительный завод» (29 апреля 2022 года, № 245)[9].
11. Акционерное общество «Северо-Западный региональный центр Концерна ВКО «Алмаз-Антей» — Обуховский завод», город Санкт-Петербург (14 ноября 2022 года, № 816)[10].
12. Публичное акционерное общество «Аэрофлот — Российские авиалинии», город Москва (9 февраля 2023 года)[11].
13. Открытое акционерное общество «Российские железные дороги», город Москва (27 марта 2023 года, № 193)[12].
14. Федеральное государственное научно-исследовательское учреждение «Институт законодательства и сравнительного правоведения при Правительстве Российской Федерации», город Москва (3 апреля 2023 года, № 234)[13].
15. Публичное акционерное общество «Транснефть», город Москва (3 апреля 2023 года, № 234)[13].
16. Федеральное государственное бюджетное образовательное учреждение высшего образования «Российский экономический университет имени Г. В. Плеханова», город Москва (3 апреля 2023 года, № 234)[13].
17. Акционерное общество «Государственный космический научно-производственный центр имени М. В. Хруничева», город Москва (1 мая 2023 года, № 320)[14].
18. Акционерное общество «Производственное объединение «Завод имени Серго», Республика Татарстан (1 мая 2023 года, № 320)[14].
19. Акционерное общество «Управляющая компания «Брянский машиностроительный завод» (1 мая 2023 года, № 320)[14].
20. Унитарное предприятие города Москвы «Московский ордена Ленина и ордена Трудового Красного Знамени метрополитен имени В. И. Ленина» (1 мая 2023 года, № 320)[14].
21. Акционерное общество «Красная Звезда», город Москва (1 мая 2023 года, № 320)[14].
22. Акционерное общество «Новомосковская акционерная компания «Азот», Тульская область (25 августа 2023 года, № 643)[15].
23. Федеральное государственное образовательное бюджетное учреждение высшего образования «Финансовый университет при Правительстве Российской Федерации», город Москва (1 марта 2024 года, № 149)[16].
24. Акционерное общество «Омский завод транспортного машиностроения» (1 мая 2024 года, № 289)[17].
25. Акционерное общество "Производственное объединение «Северное машиностроительное предприятие», Архангельская область (1 мая 2024 года, № 289)[17].
26. Акционерное общество «Русполимет», Нижегородская область (1 мая 2024 года, № 289)[17].
27. Акционерное общество "Федеральный научно-производственный центр «Производственное объединение „Старт“ им. М. В. Проценко», Пензенская область (1 мая 2024 года, № 289)[17].
28. Федеральное государственное унитарное предприятие «Центральный научно-исследовательский институт чёрной металлургии им. И. П. Бардина», город Москва (1 мая 2024 года, № 289)[17].
29. Федеральное государственное бюджетное учреждение «Национальный медицинский исследовательский центр эндокринологии», город Москва (7 февраля 2025 года, № 66)[18].
30. Высокотехнологический научно-исследовательский институт неорганических материалов имени А.А.Бочвара, город Москва (1 мая 2025 года, № 274)[19]
31. Центральное морское конструкторское бюро «Алмаз», город Санкт-Петербург (1 мая 2025 года, № 274)[19]
32. Акционерное общество «33 судоремонтный завод», Калининградская область (1 мая 2025 года, № 274)[19]
33. Государственное унитарное предприятие города Москвы «Мосгортранс» (1 мая 2025 года, № 274)[19]
34. Федеральное государственное бюджетное образовательное учреждение высшего образования «Национальный исследовательский университет «МЭИ», город Москва (1 мая 2025 года, № 274)[19]